# خار زیبا (فیلم ۲۰۱۰)
خار زیبا (به انگلیسی: Dear Prudence) فیلمی محصول سال ۲۰۱۰ و به کارگردانی ربکا زلوتوفسکی است. در این فیلم بازیگرانی همچون لئا سیدو، آنائیس دموستیه، آگانته شلنکر، ژوان لیبرو، آنا سیگالویچ، گیوم گوئی، اسوان آرلو، ژوان لیبرو، گیوم گوئی و میکائل ابیبول ایفای نقش کرده‌اند.